# Nobleknausane
Die Nobleknausane (norwegisch) sind eine Gruppe von Nunatakkern im ostantarktischen Coatsland. Im östlichen Teil der Shackleton Range ragen sie im Pioneers Escarpment auf.
Wissenschaftler des Norwegischen Polarinstituts benannten ihn 1990 nach Peter Howard Noble (* 1943) vom British Antarctic Survey, der 1967 und 1968 auf der Halley-Station überwintert hatte.